# Foxy Di
Foxy Di (en ruso: Фокси Ди;San Petersburgo, 14 de septiembre de 1994) es una ex actriz pornográfica y modelo erótica rusa.
Activa desde 2013 hasta 2019, apareció en 131 películas, principalmente para estudios europeos. Prosiguió su carrera como DJ.
En 2024, fue incluida por la revista Maxim -en la versión rusa-, dentro el top 22 de actrices pornográficas rusas que deberías conocer.